# Trésor de Guarrazar

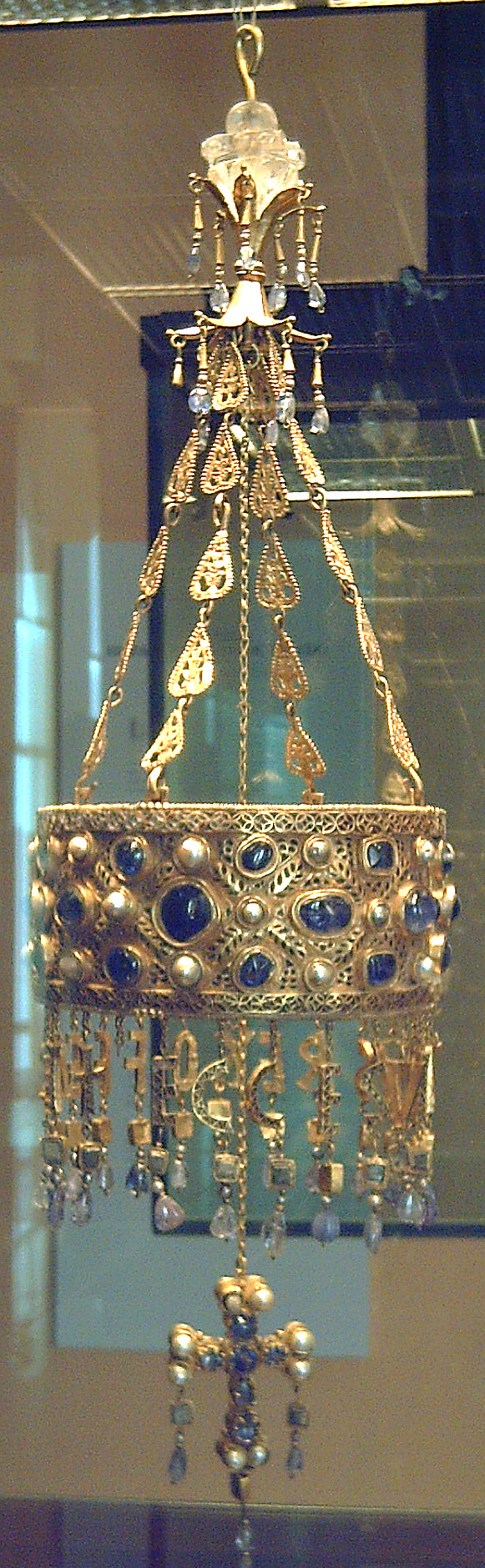
Couronne votive de Réceswinthe.

Le Trésor de Guarrazar est une découverte archéologique du milieu du XIXe siècle composée originellement de vingt-six couronnes votives et croix en or qui avaient été offertes à l'Église catholique par les rois wisigoths au VIIe siècle en Espagne, soit comme témoignage de leur foi, soit à la suite d'un vœu, soit en remerciement pour un événement heureux.

## Découverte
Le trésor fut mis au jour entre 1858 et 1861 dans un verger appelé Guarrazar, à Guadamur, à proximité de Tolède.
La majeure partie des couronnes et des croix votives se trouve au musée archéologique national d'Espagne à Madrid, et trois sont au musée de Cluny, à Paris. La couronne de Swinthilafut dérobée dans la nuit du 4 avril 1921 à l'Armurerie du Palais royal de Madrid,et n'a jamais pu être retrouvée.

## Composition
Les pièces les plus intéressantes qui subsistent sont les deux couronnes votives : l'une du roi Réceswinthe  et l'autre la reproduction de la couronne du roi Swinthila. Les deux pièces sont en or incrusté de saphirs, de perles et d'autres pierres précieuses. Il y a également d'autres petites couronnes et plusieurs croix votives. Il y avait des ceintures lors de la découverte originale, mais ces dernières ont disparu.

## Interprétation
Les bijoux trouvés à Guarrazar appartiennent à une tradition ibérique continue de travail du métal qui a débuté à la Préhistoire. Ces œuvres wisigothiques sont marquées par l'influence de l'empire byzantin, mais les techniques d'incrustation des pierres étaient utilisées dans le monde germanique, le style des lettres, étant également germaniques, sont exécutées avec des alvéoles en or où des grenats sculptés ont été incrustés dans le trou. Les ornements en relief des lames des croix sont aussi de type germanique. On utilise la technique des grenats incrustés, qui était préférée par les peuples germaniques.
Les couronnes, au total, étaient byzantines dans leurs formes et n'étaient pas destinées à être portées. Cadeau à l'Église, elles étaient destinées à être suspendues au-dessus de l'autel, vraisemblablement dans la cathédrale de Tolède. Elles constituaient une offrande des souverains au moment de leur couronnement.
Les couronnes votives du trésor de Guarrazar ont probablement été enterrées en 711, à l'époque de l'invasion musulmane de la péninsule Ibérique.

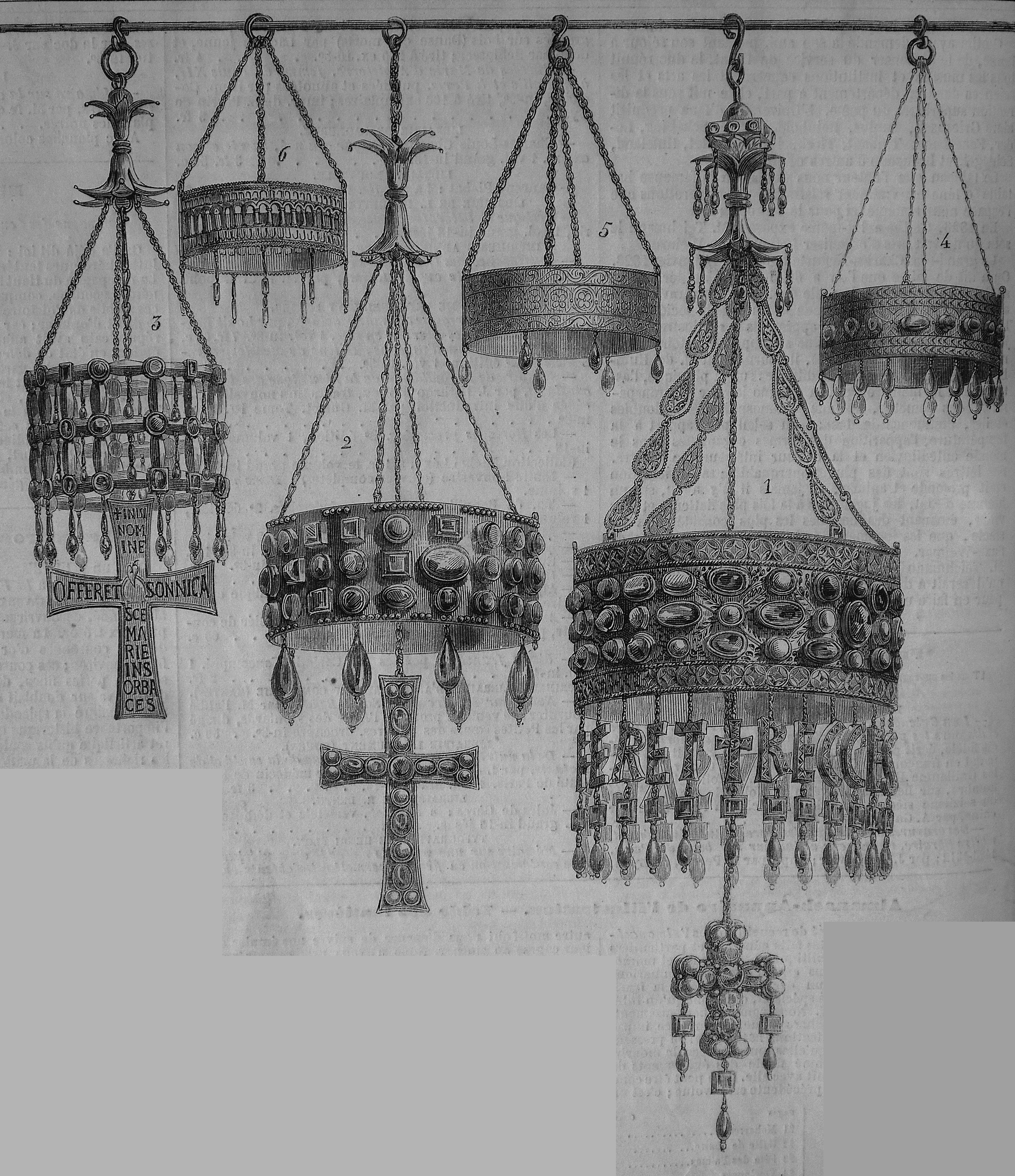
Gravure parue dans L'Illustration le 18 février 1859.
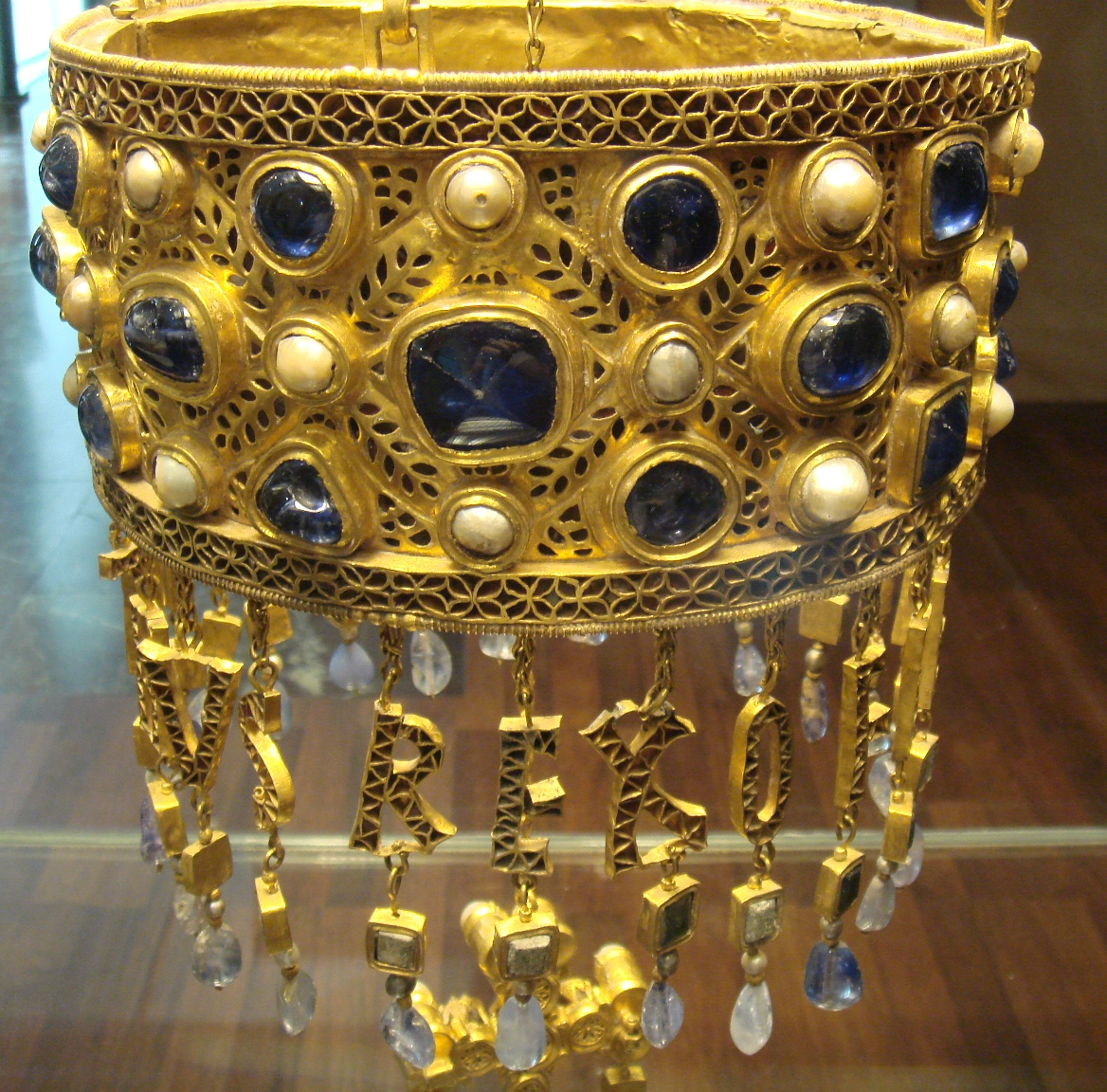
Couronne votive de Réceswinthe, suspendue à Madrid. Les lettres suspendues signifient [R]ECCESVINTVS REX OFFERET[note 1].
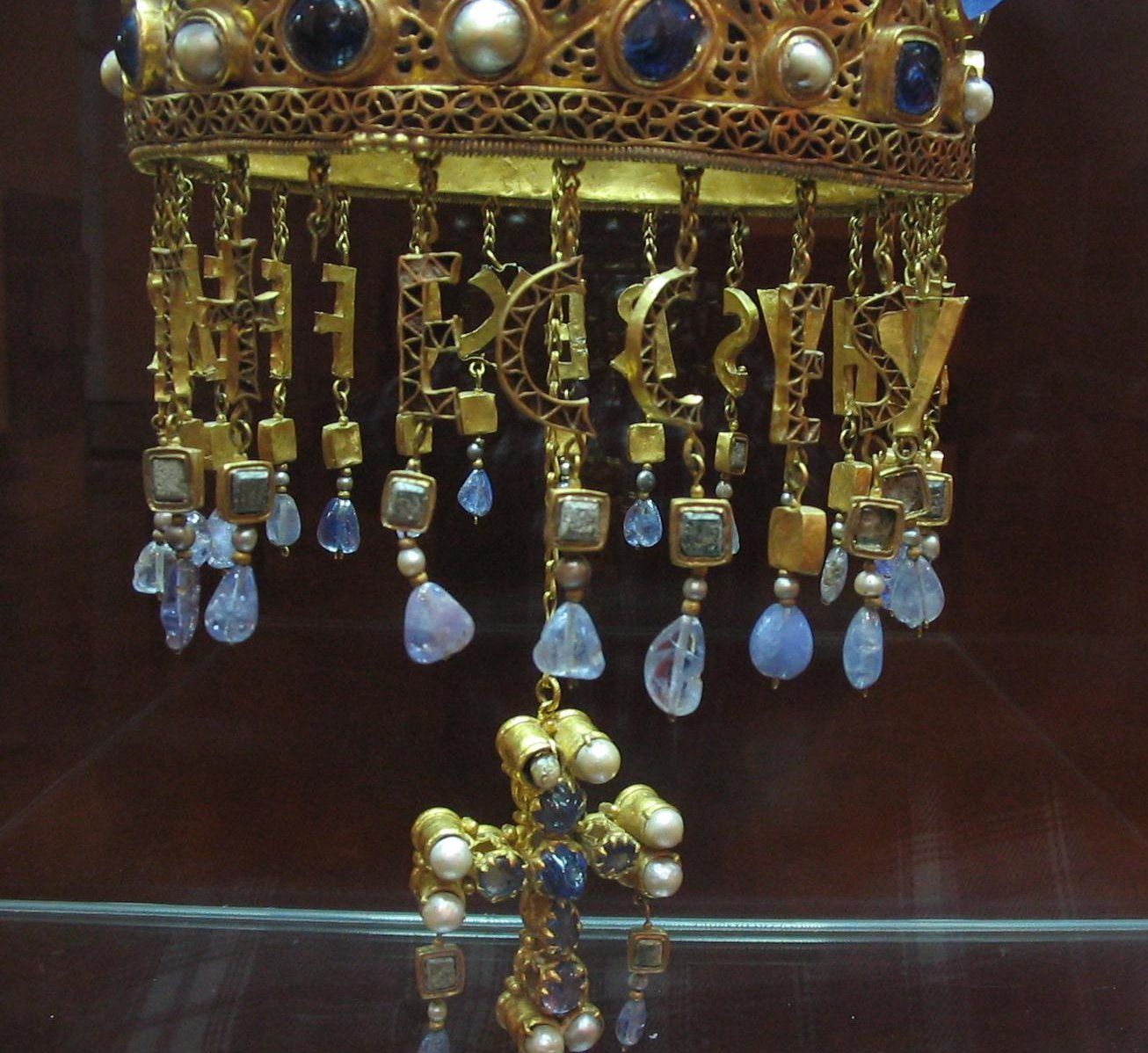
Détail de la couronne votive.
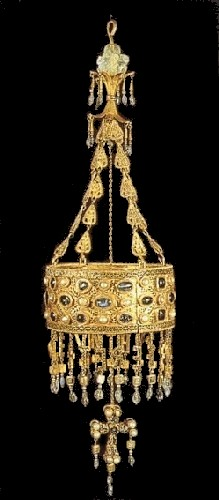
Couronne votive de Réceswinthe (Madrid)